# Jonah Scott
Jonah Scott es un actor de doblaje estadounidense que trabaja para Funimation, SDI Media y Bang Zoom. Entretenimiento y NYAV Post . Es conocido por sus papeles en Beastars como Legoshi, Akudama Drive como Courier, High-Rise Invasion como Sniper Mask y Dying Light 2 Stay Human como Aiden Caldwell.
Jonah Scott es un actor de voz estadounidense que presta sus servicios en Funimation, SDI Media, Bang Zoom Entertainment y NYAV Post. Es reconocido por sus roles en Beastars como Legoshi, en Akudama Drive como Courier, en High-Rise Invasion como Sniper Mask, y en Dying Light 2 Stay Human como Aiden Caldwell.

## Filmografía

### Anime
| Year | Title                                 | Role                 | Notes           | Source |
| ---- | ------------------------------------- | -------------------- | --------------- | ------ |
| 2019 | One-Punch Man                         | Phoenix Man          | Season 2        | [ 4 ]  |
| 2019 | Kengan Ashura                         | Lihito               |                 | [ 5 ]  |
| 2020 | JoJo's Bizarre Adventure: Golden Wind | Formaggio            |                 | [ 4 ]  |
| 2020 | Beastars                              | Legoshi              | First lead role | [ 6 ]  |
| 2020 | Drifting Dragons                      | Vadakin              |                 | [ 7 ]  |
| 2020 | Akudama Drive                         | Courier              |                 | [ 8 ]  |
| 2021 | Kuroko's Basketball                   | Kosuke Wakamatsu     |                 | [ 9 ]  |
| 2021 | Attack on Titan                       | Willy Tybur          | Season 4        | [ 9 ]  |
| 2021 | Gleipnir                              | Sakuma               |                 | [ 10 ] |
| 2021 | Fire Force                            | Takagi Oze           | Season 2        | [ 11 ] |
| 2021 | SK8 the Infinity                      | Joe                  |                 | [ 12 ] |
| 2021 | High-Rise Invasion                    | Sniper Mask          |                 | [ 13 ] |
| 2021 | The Way of the Househusband           | Tatsu                | Lead role       | [ 14 ] |
| 2021 | Record of Ragnarok                    | Adam                 |                 | [ 15 ] |
| 2021 | 86                                    | Raiden Shuga         |                 | [ 16 ] |
| 2021 | Edens Zero                            | Jinn                 |                 | [ 17 ] |
| 2021 | A3!                                   | Omi                  |                 | [ 18 ] |
| 2021 | Kageki Shojo!!                        | Kouzaburou Shirakawa |                 | [ 19 ] |
| 2021 | Re-Main                               | Riku Momosaki        |                 | [ 20 ] |
| 2021 | Hortensia Saga                        | Roy Bachelot         |                 | [ 21 ] |
| 2021 | Irina: The Vampire Cosmonaut          | Mikhail              |                 | [ 22 ] |
| 2021 | Super Crooks                          | Johnny Bolt          | Lead role       | [ 23 ] |
| 2022 | Scar on the Praeter                   | Ran                  |                 | [ 24 ] |
| 2022 | The Prince of Tennis                  | Kunimitsu Tezuka     |                 | [ 25 ] |
| 2022 | One Piece                             | Charlotte Katakuri   |                 | [ 26 ] |
| 2022 | Given                                 | Akihiko Kaji         |                 | [ 27 ] |
| 2022 | The Yakuza's Guide to Babysitting     | Kirishima            |                 | [ 28 ] |
| 2023 | The Misfit of Demon King Academy      | Erdomaid DittiJohn   | Season 2        | [ 29 ] |
| 2023 | Demon Slayer: Kimetsu no Yaiba        | Kokushibo            | Season 3        | [ 30 ] |

### Películas
| Año  | Título                                                           | Role               | Notas                              |
| ---- | ---------------------------------------------------------------- | ------------------ | ---------------------------------- |
| 2021 | No pudimos convertirnos en adultos                               | keiichiro          | Papel principal, doblaje en inglés |
| 2022 | One Piece Film: Red                                              | Charlotte Katakuri | doblaje en inglés                  |
| 2022 | Aquella vez que me convertí en Slime: La película – Scarlet Bond | hiiro              | doblaje en ingles                  |
| 2023 | El primer mate                                                   | Hisashi Mitsui     | Papel principal, doblaje en inglés |

### Web
| Año             | Título           | Role          | Notas |
| --------------- | ---------------- | ------------- | --- |
| 2017 - presente | Batalla a muerte | Thor, Jiraiya | Episodio 84: "Thor contra la Mujer Maravilla " Episodio 102: " Roshi contra Jiraiya" Episodio 159: "Thor contra Vegeta " |
| por confirmar   | Inverosímil      | Madriguera    | Serie web de YouTube |

### Juegos de vídeo
| Año  | Título                                              | Role                      | Notas         | Fuente        |
| ---- | --------------------------------------------------- | ------------------------- | ------------- | ------------- |
| 2018 | Cazar al hombre libre                               | Adán                      |               |               |
| 2020 | La leyenda de los héroes: Senderos de Cold Steel IV | randy orlando             |               | [ 9 ]         |
| 2020 | The Elder Scrolls Online                            | Conde Verandis Ravenwatch |               | [ 33 ]        |
| 2022 | Dying Light 2 Stay Human                            | Aiden Caldwell            | Rol principal |               |
| 2022 | El Divino Orador                                    | Leos                      |               |               |
| 2022 | Nunca nos fuimos                                    | Miguel                    |               |               |
| 2022 | When the night comes                                | Augusto Willenheim        | Rol principal |               |
| 2023 | Fire Emblem: Engage                                 | Voces adicionales         |               | [ 34 ]        |
| 2023 | Komorebí                                            | Cero / Kyron              |               | [ 35 ] [ 36 ] |